# Mabi Mulumba
Évariste Mabi Mulumba, (Mikalay, 22 april 1941) is een voormalige Zaïrees politicus. Zijn politieke carrière omvatte belangrijke functies, waaronder die van minister van Financiën van Zaïre gedurende de periode van oktober 1986 tot januari 1987.  Echter, zijn meest opmerkelijke prestatie was zijn benoeming tot de eerste staatscommissaris van Zaïre, een functie die hij bekleedde van 22 januari 1987 tot 7 maart 1988.
Mpinga Kasenda · 
André Bo-Boliko Lokonga · 
Jean Nguza Karl-i-Bond · 
N'Singa Udjuu · 
Léon Kengo Wa Dondo · 
Mabi Mulumba · 
Jules-Fontaine Sambwa Pida Nbagui ·
Lunda Bululu ·
Crispin Mulumba Lukoji · 
Étienne Tshisekedi · 
Bernardin Mungul Diaka · 
Faustin Birindwa · 
Norbert Likulia Bolongo
- Bibliothèque nationale de France: cb12079254j (data)
- Gemeinsame Normdatei: 171278135
- International Standard Name Identifier: 0000 0000 7974 3210
- Library of Congress Control Number: n85283946
- Virtual International Authority File: 44323189
- WorldCat: E39PBJtCCrJJDMMctrFpxYp9Dq